# 레온 리피
레온 리피(Leon Rippy, 1949년 10월 30일 ~ )는 미국의 배우, 텔레비전 배우, 영화배우이다.

## 방송
- 11/22/63
- 언더 더 돔 시즌1
- 알카트라즈
- 레버리지 시즌4
- 세이빙 그레이스 시즌3

## 영화
- 11/22/63 (2016년) - 해리 더닝 역
- 세이빙 그레이스 (2007년)
- 그리다이언 갱 (2006년) - 폴 하이가 역
- 데드우드 (2004년)
- 알라모 (2004년)
- 데이비드 게일 (2003년) - 브랙튼 벨리우 역
- 프릭스 (2002년) - 웨이드 역
- 패트리어트 - 늪 속의 여우 (2000년) - 존 빌링스 역
- 13층 (1999년) - 제인의 변호사 역
- 미드나잇 가든 (1997년)
- 어라이벌 (1996년) - 도드 #1 역
- 스타게이트 (1994년) - 웨스트 장군 역
- 닥터슬론 (1993년)
- 시티 레인져 (1993년)
- 어둠 속의 영웅 (1992년)
- 유니버셜 솔저 (1992년)
- 초보 영웅 컵스 (1992년)
- 아이 오브 스톰 (1991년)
- 영 건 2 (1990년) - 밥 올링거 역
- 문 44 (1990년)
- 표적없는 총성 (1990년)
- 정오의 열정 (1990년)
- 트랙스 (1988년)
- 트랙 29 (1988년)
- 탈출 경계선 (1987년)
- 베드룸 윈도우 (1987년)
- 맥시멈 오버드라이브 (1986년)
- 고릴라 (1986년)
- 킹콩 2 (1986년)
- 로킨 로드 트립 (1985년) - 얼 리즈 역
- 체인 갱 (1985년)
- 컬러 퍼플 (1985년)
- 초능력 소녀의 분노 (1984년)